# Порденоне (провинция)
Пордено́не (итал. Provincia di Pordenone, вен. Provincia de Pordenon, фриул. provincie di Pordenon) — упразднённая провинция Италии, в области Фриули-Венеция-Джулия. Существовала до 30 сентября 2017 года.
Центром провинции был город Порденоне.

## История
Провинция Порденоне была основана ещё до 2000 года до н. э. Она находилась под властью Тревизо во время Средневековья; была разграблена бойцами Аквилеи в 1233 году. Австрийский дом Габсбургов впоследствии управлял областью между 1278 и 1508 годами, хотя земля, окружающая его, была на короткое время полностью под властью Венеции. В 15 веке провинция была важным центром по производству бумаги, текстиля, керамики, шёлка и шерсти, чем и привлекала Тосканских купцов.
- В 1508 году Венеция оккупировала город в ответ на призывы про-венецианских жителей Порденоне, но это вызвало сильное сопротивление населения. Провинция попала под власть Бартоломео д’Альвиано после этой оккупации до 1537 года, когда Венеция вторглась в город[3].
- Она оставалась под Венецианским правлением до вторжения в область Наполеона в 1797 году;
- позже она была под контролем Австрии между 1813 и 1866 годами.
- В 1866 году она была завоевана Королевством Италия.
  - Это был третий итальянский город, использующий гидроэнергию, после Милана и Тиволи в 1888 году.
- Провинция была оккупирована австрийцами во время Первой Мировой Войны, и была подвергнута бомбардировке сорок три раза во время Второй Мировой войны[3].
- Новое региональное законодательство области Фриули-Венеция-Джулия отменило промежуточный уровень провинций[4]. Функции провинции были поделены между областью, коммунами и новосозданными межкоммунальными территориальными союзами (итал. Unione Territoriale Intercomunale), которые однако не совпадают по границам с упразднённой провинцией. Вместо провинции в 2017 году были созданы 5 межкоммунальных территориальных союзов:

| Межкоммунальный территориальный союз (UTI) | итал. название UTI                        | центр                   | коммун | сайт                                                                                         |
| ------------------------------------------ | ----------------------------------------- | ----------------------- | ------ | -------------------------------------------------------------------------------------------- |
| Тальяменто                                 | UTI del Tagliamento                       | Сан-Вито-аль-Тальяменто | 9      | UTI del Tagliamento Архивная копия от 17 ноября 2021 на Wayback Machine                      |
| Валли и Доломити-Фриулане                  | UTI delle Valli e delle Dolomiti Friulane | Маниаго                 | 22     | UTI delle Valli e delle Dolomiti Friulane Архивная копия от 31 марта 2022 на Wayback Machine |
| Ливенца-Кансильо-Кавалло                   | UTI Livenza - Cansiglio - Cavallo         | Сачиле                  | 6      | UTI Livenza - Cansiglio - Cavallo Архивная копия от 17 ноября 2021 на Wayback Machine        |
| Селе и Медуна                              | UTI Sile e Meduna                         | Аццано-Дечимо           | 6      | UTI Sile e Meduna Архивная копия от 17 ноября 2021 на Wayback Machine                        |
| Нончелло                                   | UTI del Noncello                          | Порденоне               | 7      | UTI del Noncello Архивная копия от 4 апреля 2022 на Wayback Machine                          |